# Saint-Amand-le-Petit
 Saint-Amand-le-Petit  (en occitano Sent Amand) es una población y comuna francesa, situada en la región de Lemosín, departamento de Alto Vienne, en el distrito de Limoges y cantón de Eymoutiers.

## Demografía
| 280 | 250 | 206 | 167 | 150 | 126 | 110 |
| Para los censos de 1962 a 1999 la población legal corresponde a la población sin duplicidades (Fuente: INSEE [Consultar]) |     |     |     |     |     |     |